# Bread & Butter

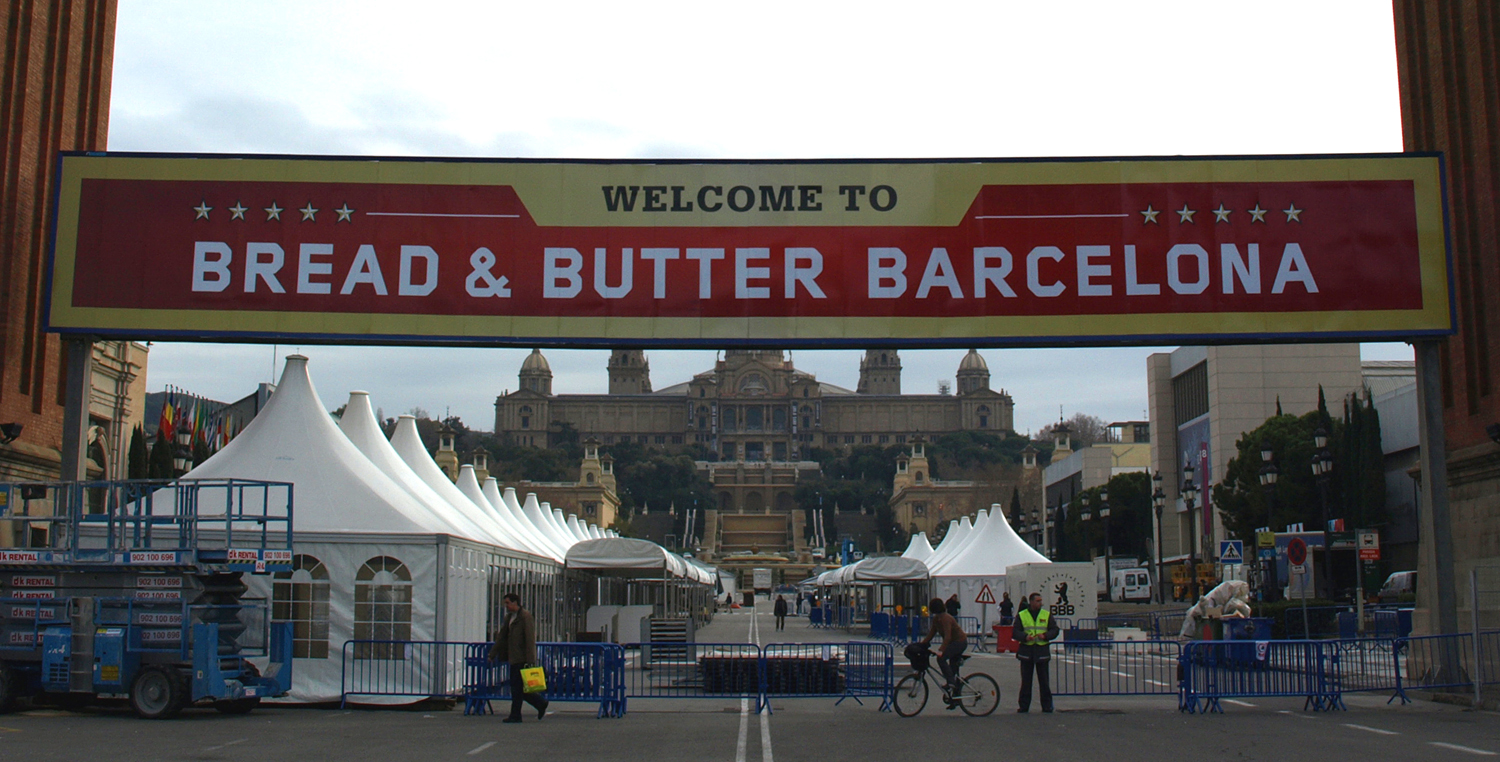
Entrada principal en el Paseo María Cristina.

Bread & Butter es una feria de moda urbana, de origen berlinés. Tuvo su sede en Barcelona después de ver la buena acogida que tuvo en la ciudad condal en las primeras tres ediciones, y actualmente ha regresado a Alemania. 
Se realizó en Fira Barcelona, en el Paseo María Cristina. Con una afluencia de 45.000 visitantes procedentes de 95 países, la actividad económica de la ciudad se incrementó notablemente, especialmente el sector servicios, con ocupación del 100% de las habitaciones de los hoteles del centro de la ciudad Tras la marcha de Bread & Butter, en el año 2009 en Barcelona se creó la nueva feria The Brandery.